# 湖球蚬
湖球蚬（学名：Sphaerium lacustre）为球蚬科湖球蚬属的动物，俗名饭蚬，是中国的特有物种。分布于黑龙江、内蒙古、新疆、河北、山东、江苏、湖南、浙江、贵州等地，常栖息于沼泽地区、水塘、沟渠、河流以及湖泊的淤泥底。